# Alpington
Alpington – wieś w Anglii, w hrabstwie Norfolk, w dystrykcie South Norfolk. Leży 10 km na południowy wschód od Norwich i 157 km na północny wschód od Londynu.
W 2001 miejscowość liczyła 460 mieszkańców.